# Scaptomyza sichuanica
Scaptomyza sichuanica är en tvåvingeart som beskrevs av Vasily S. Sidorenko 1995. Scaptomyza sichuanica ingår i släktet Scaptomyza och familjen daggflugor. Inga underarter finns listade i Catalogue of Life.